# Singoli al numero uno in Italia nel 1994
La seguente è una lista dei singoli al numero uno in Italia nel 1994.
| Inizio settimana | Canzone                 | Artista                           |
| ---------------- | ----------------------- | --------------------------------- |
| 1 gennaio        | Penso positivo          | Jovanotti                         |
| 8 gennaio        | Penso positivo          | Jovanotti                         |
| 15 gennaio       | Penso positivo          | Jovanotti                         |
| 22 gennaio       | Penso positivo          | Jovanotti                         |
| 29 gennaio       | All for Love            | Bryan Adams & Sting & Rod Stewart |
| 5 febbraio       | The Rhythm of the Night | Corona                            |
| 12 febbraio      | The Rhythm of the Night | Corona                            |
| 19 febbraio      | The Rhythm of the Night | Corona                            |
| 26 febbraio      | The Rhythm of the Night | Corona                            |
| 5 marzo          | The Rhythm of the Night | Corona                            |
| 12 marzo         | The Rhythm of the Night | Corona                            |
| 19 marzo         | The Rhythm of the Night | Corona                            |
| 26 marzo         | The Rhythm of the Night | Corona                            |
| 2 aprile         | Serenata rap            | Jovanotti                         |
| 9 aprile         | Serenata rap            | Jovanotti                         |
| 16 aprile        | Serenata rap            | Jovanotti                         |
| 23 aprile        | Streets of Philadelphia | Bruce Springsteen                 |
| 30 aprile        | Streets of Philadelphia | Bruce Springsteen                 |
| 7 maggio         | I'll Remember           | Madonna                           |
| 14 maggio        | Streets of Philadelphia | Bruce Springsteen                 |
| 21 maggio        | Eins, Zwei, Polizei     | Mo-Do                             |
| 28 maggio        | Eins, Zwei, Polizei     | Mo-Do                             |
| 4 giugno         | Change                  | Molella                           |
| 11 giugno        | Change                  | Molella                           |
| 18 giugno        | Il cielo                | Fiorello & Caterina               |
| 25 giugno        | Il cielo                | Fiorello & Caterina               |
| 2 luglio         | Sweet Dreams            | La Bouche                         |
| 9 luglio         | Sweet Dreams            | La Bouche                         |
| 16 luglio        | Sweet Dreams            | La Bouche                         |
| 23 luglio        | Sweet Dreams            | La Bouche                         |
| 30 luglio        | Il cielo                | Fiorello & Caterina               |
| 6 agosto         | The Rhythm Is Magic     | Marie Claire D'Ubaldo             |
| 13 agosto        | The Rhythm Is Magic     | Marie Claire D'Ubaldo             |
| 20 agosto        | The Rhythm Is Magic     | Marie Claire D'Ubaldo             |
| 27 agosto        | The Rhythm Is Magic     | Marie Claire D'Ubaldo             |
| 3 settembre      | 7 Seconds               | Youssou N'Dour & Neneh Cherry     |
| 10 settembre     | 7 Seconds               | Youssou N'Dour & Neneh Cherry     |
| 17 settembre     | 7 Seconds               | Youssou N'Dour & Neneh Cherry     |
| 24 settembre     | 7 Seconds               | Youssou N'Dour & Neneh Cherry     |
| 1 ottobre        | 7 Seconds               | Youssou N'Dour & Neneh Cherry     |
| 8 ottobre        | 7 Seconds               | Youssou N'Dour & Neneh Cherry     |
| 15 ottobre       | 7 Seconds               | Youssou N'Dour & Neneh Cherry     |
| 22 ottobre       | 7 Seconds               | Youssou N'Dour & Neneh Cherry     |
| 29 ottobre       | 7 Seconds               | Youssou N'Dour & Neneh Cherry     |
| 5 novembre       | Saturday Night          | Whigfield                         |
| 12 novembre      | Short Dick Man          | 20 Fingers                        |
| 19 novembre      | The Mountain of King    | Digital Boy & Asia                |
| 26 novembre      | The Mountain of King    | Digital Boy & Asia                |
| 3 dicembre       | The Mountain of King    | Digital Boy & Asia                |
| 10 dicembre      | It's a Rainy Day        | Ice MC                            |
| 17 dicembre      | Stay with Me            | Da Blitz                          |
| 24 dicembre      | Strange Love            | Kina                              |
| 31 dicembre      | Strange Love            | Kina                              |